# 約翰·奎多
約翰·奎多 （英語： John Quido，1801年1月26日—1881年12月13日）是美国风俗画家和工匠。在其大约35件油画中，有17件取材于華盛頓·歐文的小说。他还从《圣经》、《堂吉诃德》和詹姆斯·菲尼莫爾·庫珀的作品中选取题材。他偶尔也画哈德遜河谷的风景。其文学性插图，按照自己的解释去表现。